# Das Rätsel der Runen
Das Rätsel der Runen ist eine in Frankreich produzierte animierte Fernsehserie, die von Guillaume Mautalent und Sébastien Oursel kreiert wurde. Seit dem 17. Dezember 2022 wird sie auf Canal+ ausgestrahlt, in Deutschland läuft sie auf KiKa und im ZDF.

## Handlung
Die Serie spielt im 11. Jahrhundert. Hauptfigur ist der zwölfjährige Wilhelm, der spätere König von England, heute als Wilhelm der Eroberer bekannt. Dieser muss sich nach dem Tod seines Vaters bei Bauern verstecken. Um nicht erkannt zu werden, nennt er sich Hugo. Sein Gegenspieler ist unter anderem Loki aus der Nordischen Mythologie, den Rollo, ein Vorfahre Wilhelms, vor 300 Jahren gebannt hat.
Wilhelm versucht, das Siegel in Lokis Gefängnis mit Hilfe seiner Freunde zu erneuern, um diesen erneut zu bannen. Dafür sucht er nach den drei Runensteinen Rollos, auf welchen der Bannspruch geschrieben steht. Die Runensteine sind an unterschiedlichen Orten und hinter Rätseln versteckt, welches die Gruppe lösen muss, um die Welt vor der Wiederkehr von Loki zu beschützen. Die Kinder Lokis, Hela und Fenrir, versuchen, dies zu verhindern und ihren Vater zu befreien.
Auf ihrer Reise treffen die Freunde auf verschiedene Gestalten der nordischen Mythologie, unter anderem Jotun, den Troll und Beschützer der Höhle von Balignan, und Wace, den Kobold.

## Episoden
| Nummer | Episodentitel               | Handlung |
| ------ | --------------------------- | --- |
| 1      | Die Höhle von Baligan       | Wilhelm der Normandie entflieht, mit Hilfe seines treuen Wächters Osbern, einem Angriff der Truppen, der Baronin Néel. Eine Freundin seiner Mutter, Cécile, nimmt ihn auf ihrem Bauernhof auf, wo er ab jetzt mit ihren Töchtern Alice (12) und Hilda (6), als Bauernjunge Hugo leben soll. An seinem ersten Tag dort zieht Hugo den Verdacht Alices, durch sein Ungeschick in bäuerlichen Tätigkeiten, auf sich. Als Beschäftigung trägt Cécile Hugo auf ein Schlafmittel von der Druidin Algythe abzuholen. Der Weg dorthin zieht er an den Ländereien der Baronin Néel vorbei. In Algythe's Hütte aktiviert Hugo aus Versehen eine Rune. Dies bringt Algythe in eine solche Aufregung, so dass Hugo erschreckt davon rennt. Auf dem Weg zurück nach Hause trifft Hugo auf Alice, welche seinen Schreck auf die Unbekanntheit von Druiden in Hugo's Heimat schiebt. Die beiden treffen auf Ulrich, den Anführer der Garde der Baronin Néel. Ulrich trägt den Ring, der Osbern gehörte. Da Hugo sich nicht vor Ulrich verbeugt, zieht er die Aufmerksamkeit Ulrichs auf sich. Hugo und Alice dürfen trotz dieses Ungeschicks weiter nach Hause. Zuhause trifft Hugo erneut auf Algythe, welche Cécil bittet mit der Familie zu Abend zu essen. Algythe spricht mit Hugo und erklärt ihm, dass sie seine wahre Identität kennt und diese für sich behält. Außerdem erklärt sie, er sei der Nachfahre des Rollo, einer mythischen Figur, welcher den Gott Loki in einer Höhle gefangen hat, nachdem dieser versuchte Unheil über die Menschheit zu bringen. Algythe bittet um die Hilfe Hugos die Höhle von Baligan zu finden. In der Nacht schleicht Hugo aus dem Haus, um mehr über Osberns Umstände herauszufinden. Er beobachtet wie Ulrich die Schätze seiner Familie an die Baronin Néel übergibt. Die Baronin behält einen kostbaren Stein für sich und lässt den Rest der Schätze einschmelzen. Hugo verlässt das Dorf doch im Wald sind Wölfe zu hören. Nachdem Alice und Cécil die Abwesenheit von Hugo bemerken, suchen sie Hugo im Wald, um ihn vor den Wölfen zu retten. Hugo trifft im Wald auf Alice, welche ihn vor einem Wolf rettet. Gemeinsam fliehen sie vor den Wölfen doch werden vor einem Felsen umzingelt. Hugo legt seine Hand an den Felsen, welches diesen aktiviert. Hugo und Alice werden im letzten Moment von einem steinernen Troll gerettet. |
| 2      | Der Runenzauber             | Der Troll stellt sich als Jotun, Beschützer der Höhle von Baligan. Jotun spricht Hugo nur als „junger Herr“ an, was weiteren Verdacht in Alice auslöst. Hugo freut sich die Höhle gefunden zu haben und kündigt Jotun an, dass er morgen zurück zu der Höhle kommt. |
| 3      | Das Porträt                 | |
| 4      | Der König der Kobolde       | |
| 5      | Das versteckte Königreich   | |
| 6      | Die Stunde des Wolfs        | |
| 7      | Der Urdbrunnen              | |
| 8      | Schwarze Magie              | |
| 9      | Die Halskette               | |
| 10     | Der goldene Pfeil           | |
| 11     | Der verfluchte Wald         | |
| 12     | In der Höhle des Löwen      | |
| 13     | Das Böse erwacht            | |
| 14     | Die Wiedergeburt            | |
| 15     | Der Ruf der Walküren        | |
| 16     | Der Gott der Zwietracht     | |
| 17     | Dagmars Rückkehr            | |
| 18     | Der Baum der Raben          | |
| 19     | Der abtrünnige Kobold       | |
| 20     | Eine schwere Wahl           | |
| 21     | Das Wiedersehen             | |
| 22     | Die Neun Strahlen           | |
| 23     | Ein Bär in Rüstung          | |
| 24     | Auf der Suche nach Ulfberht | |
| 25     | Der Herr der Wölfe          | |
| 26     | Das Schicksalsschwert       | |

## Sprecher
| Charakter        | Original               | Deutsche Synchronisation |
| ---------------- | ---------------------- | ------------------------ |
| Wilhelm / Hugo   | Scott Humphrey         | Tim Kreuer               |
| Alice            | Angela Galuppo         | Julia Bautz              |
| Cécile           | Olivia Lepore          | Giuliana Jakobeit        |
| Algythe          | Lucinda Davis          | Philine Peters-Arnolds   |
| Hilda            | Tallula Dinsmoore      | Anni C. Salander         |
| Ulrich           | Terrence Scamell       | Dirk Bublies             |
| Turstin          | Patrick Abellard       | Lucas Wecker             |
| Kin              | Arthur Holden          | Rainer Fritzsche         |
| Wace             | Wyatt Bowen            | Michael Kargus           |
| Baronin Néel     | Liz MacRae             | Nina Herting             |
| Néel der Jüngere | Daniel Brochu          | Simon Kunze              |
| Osbern           | Marcel Jeannin         | Frank Schröder           |
| Hela             | Holly Gauthier-Frankel | Jana Kozewa              |
| Jotun            | Marcel Jeannin         | Felix Kamin              |